# Abraçada a la Porta Daurada
L'Abraçada davant la Porta Daurada és un episodi de la tradició cristiana, que narra la trobada de Joaquim i Anna a la Porta Daurada de Jerusalem, en la qual es produí la Immaculada Concepció de Maria.
La història es narra al Protoevangeli de Jaume, un text sobre el naixement de Maria i sobre el de Jesús; tot i tractar-se d'un evangeli apòcrif, alguns dels fets descrits s'inclouen en la tradició artística i religiosa cristiana i han aportat elements que configuren la iconografia posterior. Per a alguns observadors medievals, l'abraçada era una representació literal del moment de la concepció de Maria, mentre que per a altres era una representació simbòlica.
L'escena també figura a la Llegenda àuria de Iacopo da Varazze.
Des de 1128, la Immaculada Concepció es festejada el 8 de desembre.

## Relat
Des de l'edat mitjana aquest episodi és una representació iconogràfica de la idea què la mare de Jesús va ser concebuda sense pecat original al ventre de la seva mare com la nova Eva corredemptora de la Humanitat.
Sant Joaquim i Santa Anna, d'avançada edat, no tenien fills, la qual cosa els causava una gran tristesa. Anna rep la notícia del seu embaràs per mitjà d'un àngel, que li indica que vagi a trobar-se amb el seu espòs; tots dos es troben i s'abracen davant la Porta Daurada de Jerusalem. En la representació visual de l'escena solen incloure's altres personatges anònims i l'entorn arquitectònic. Per a evidenciar el goig que al matrimoni causa la notícia, i l'amor que es tenen, se'ls sol representar en actitud de fer-se una abraçada; més rarament un petó, com ho va fer Giotto.
La versió del protoevangeli també narra que la parella considerava la seva infertilitat com un signe de rebuig diví cap a ells. Fins i tot, Joaquim va ser privat de fer ofrenes al temple, perquè no havia engendrat descendència. Joaquim va quedar molt afligit, i no es va presentar a la seva dona, sinó que es va retirar al desert a fer dejuni. D'aquesta versió cal inferir que la causa de no tenir fills no era la castedat sinó la infertilitat. Llavors, la Immaculada Concepció, com a intercessió divina, li llevaria el pecat original heretat dels pares en el moment de la seva concepció.
Aquesta interpretació va ser defensada a l'edat mitjana per sant Tomàs d'Aquino a la Summa Theologiae i pel seu orde dominic, que afirmava que la Santíssima Verge Maria va ser concebuda per una unió carnal dels seus pares i, per tant, va incórrer en el pecat original, però que va ser purificada abans del seu naixement.
En sentit contrari, l'església havia desenvolupat la doctrina que la Mare de Déu va ser concebuda sense pecat original al ventre de la seua mare. Durant la baixa edat mitjana els seguidors de sant Francesc d’Assís († 1226) van defensar la creença de la concepció immaculada de Maria. Entre els defensors destaquen els beats Joan Duns Escot († 1308) i Ramon Llull († 1316). Gràcies a les seves aportacions teològiques, van influir als tallers artístics d’escultura i pintura de l'anomenada «escola franciscana».
Al convent de Sant Francesc de Barcelona, els framenors immaculistes Joan de Quintana, mestre de Duns Escot a La Sorbona, Arnau Claramunt (†1277) i Ponç Carbonell (†1298), van desenvolupar valuoses aportacions doctrinals a la mariologia. Aquest treballs van estar recollits a les sessions dels concilis de Constança (1414-1418) i el de Basilea (1431-1449), i van permetre la vertebració teològica del futur dogma de la concepció immaculada de Maria assumides l’any 1854 pel papa Pius IX en el text exposat en la butlla Ineffabilis Deus, i que tingué en compte l'axioma de la teologia franciscana: Potuit, decuit, fecit, atribuït a Duns Escot.

## Iconografia
Els segles XIV i XV van ser el període de màxima floració d'aquesta iconografia. En un missal francès de 1410, Anna i Joaquim estan representats davant d'una estructura semblant a un castell que representa la Porta Daurada. La imatge introdueix la missa per la festa de la Concepció de la Mare de Déu. En segles posteriors, la iconografia de la Immaculada va ser substituïda per representacions més al·legòriques d'una Maria adulta.
De vegades, santa Anna va acompanyada d'algunes dones, mentre que sant Joaquim està en companyia d'alguns pastors. En algunes representacions, l'àngel implicat és l'arcàngel Gabriel, el mateix de l'Anunciació.

Ha tingut ampli tractament tant a la pintura romana d'Orient i eslava; com a Occident, des de la pintura gòtica i renaixentista.

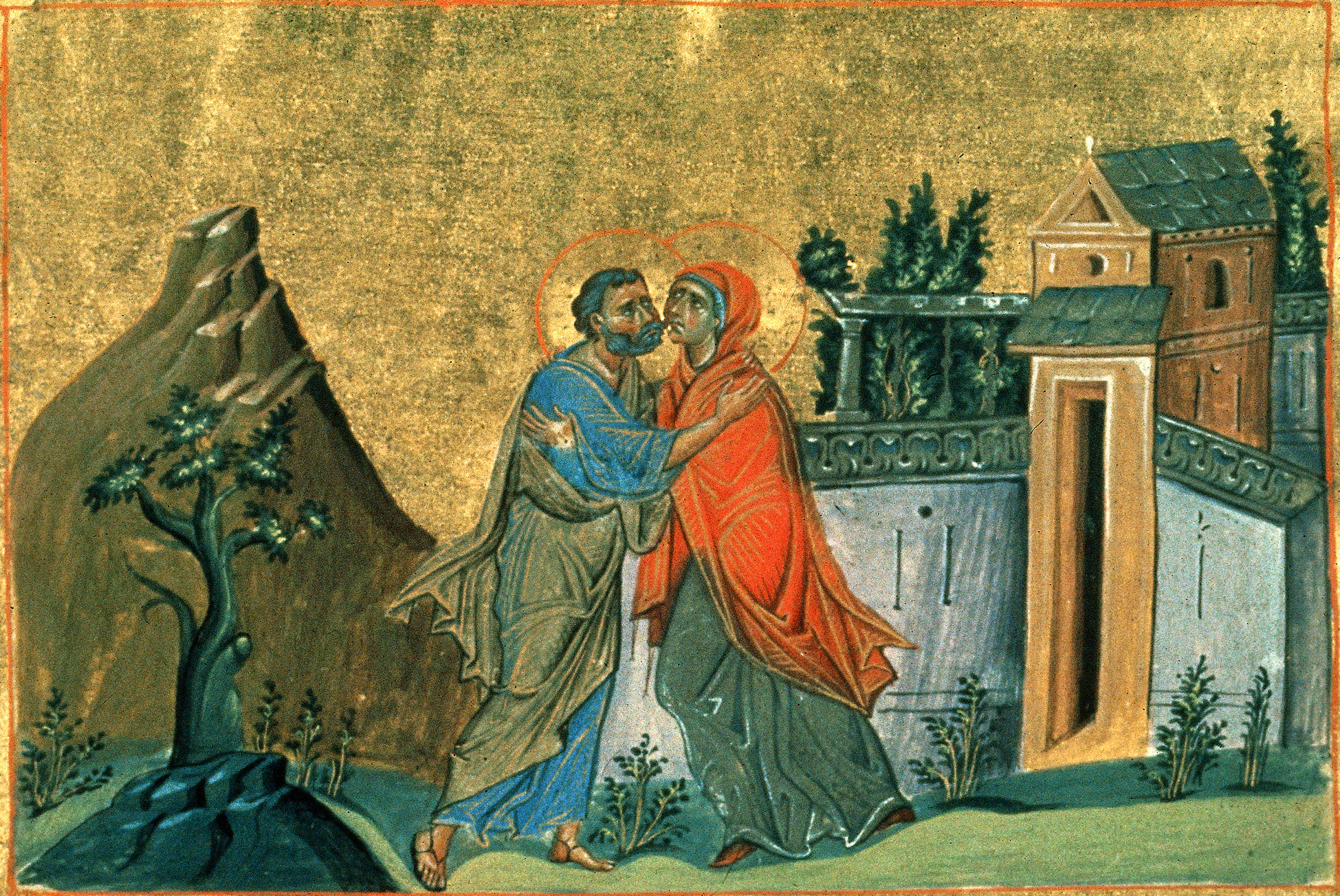
Menologion de Basili II, s. IX.
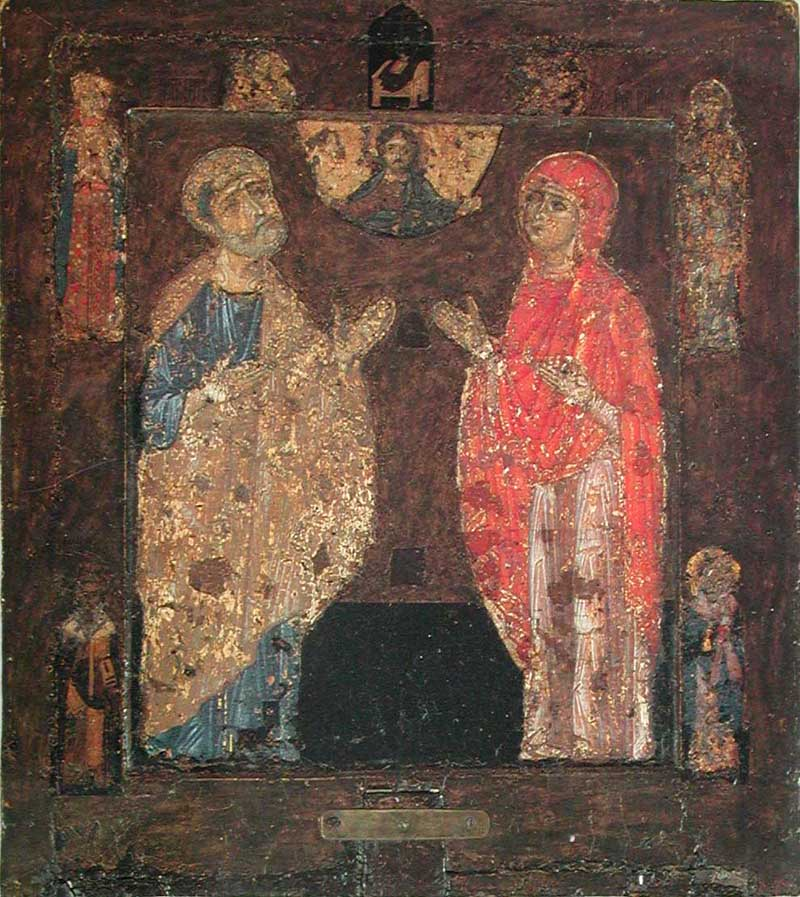
Icona de Novgorod Znamenie, < 1169.
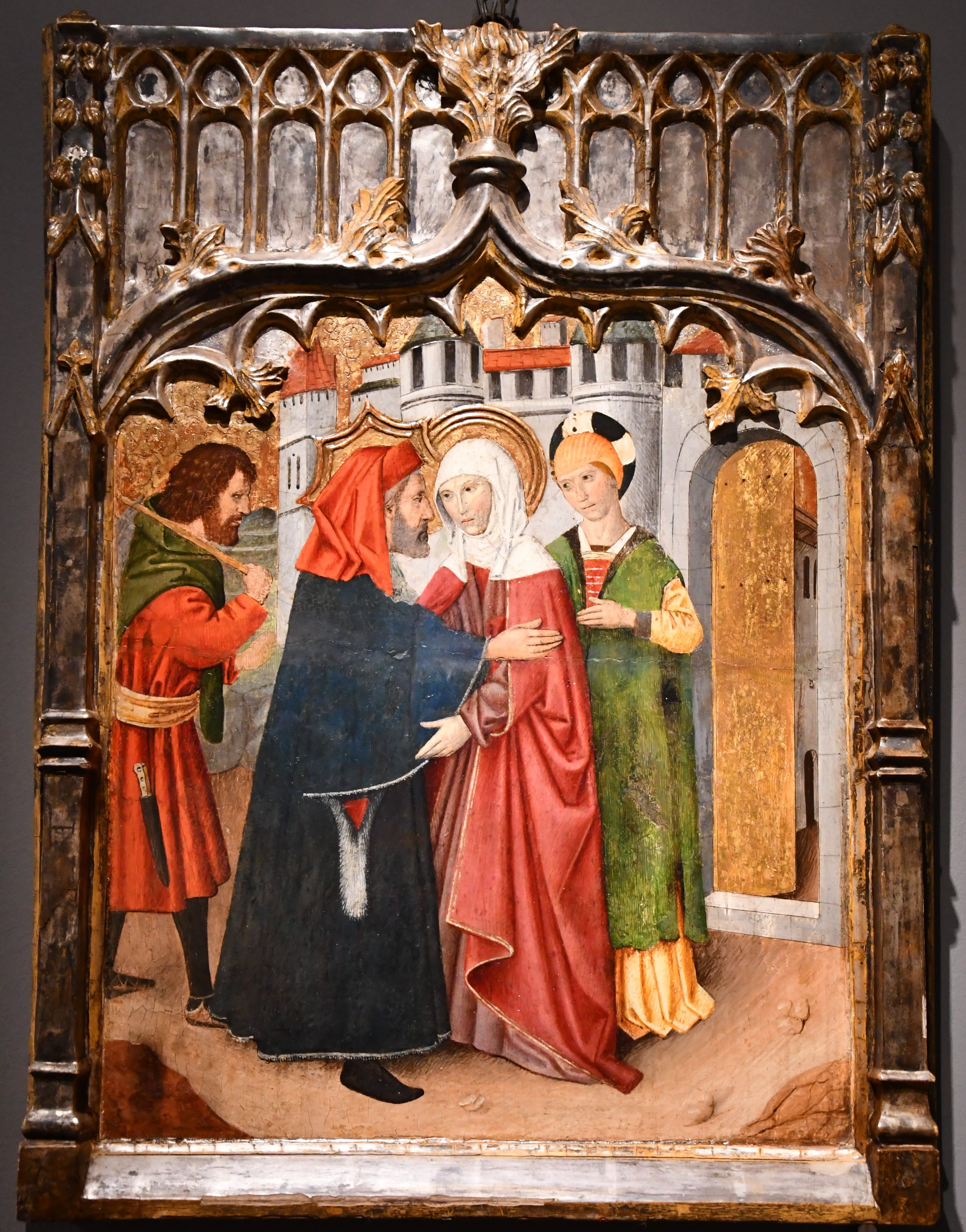
Jaume Huguet. 1350
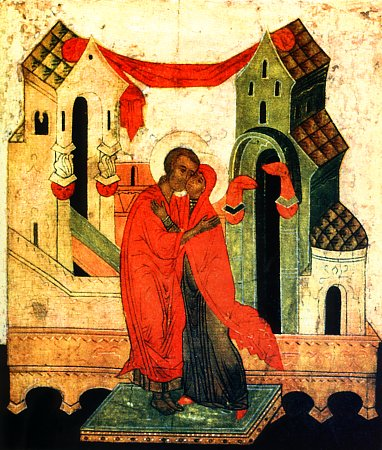
Icona russa, s. XV.
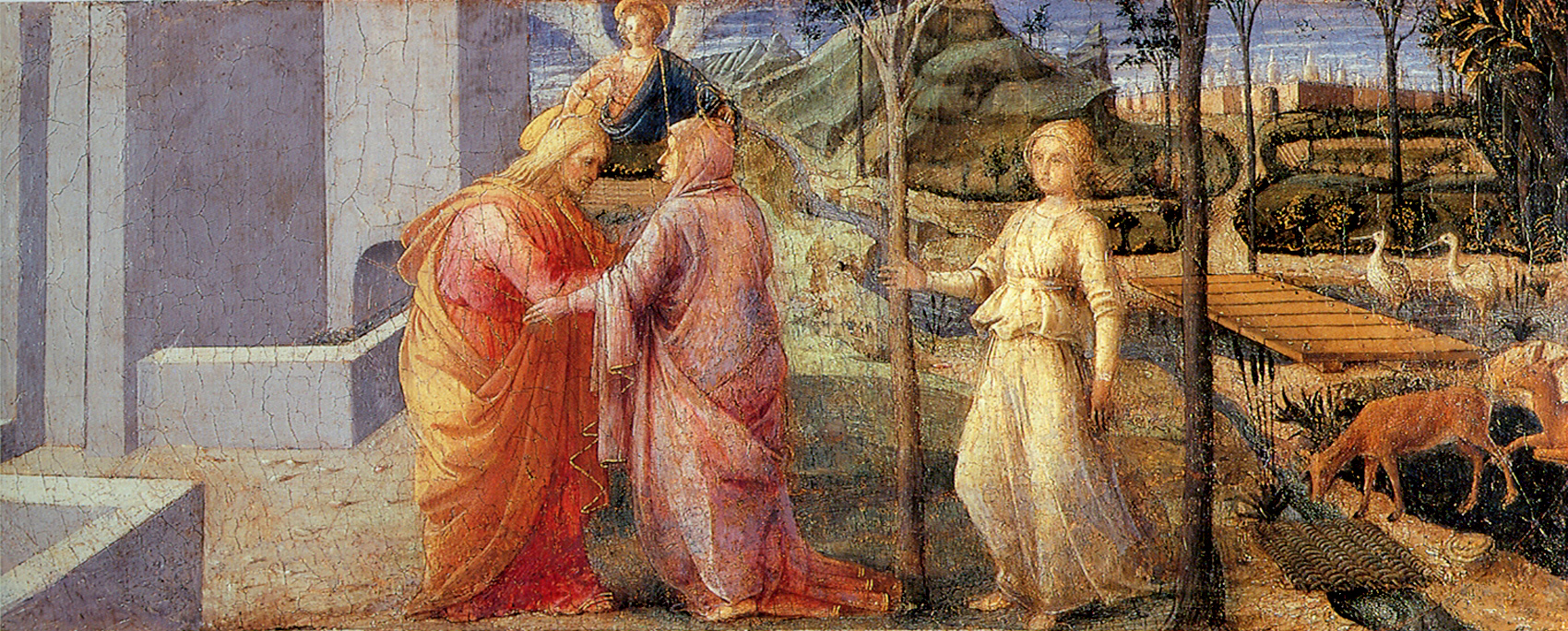
Filippo Lippi, ca. 1440-1445.
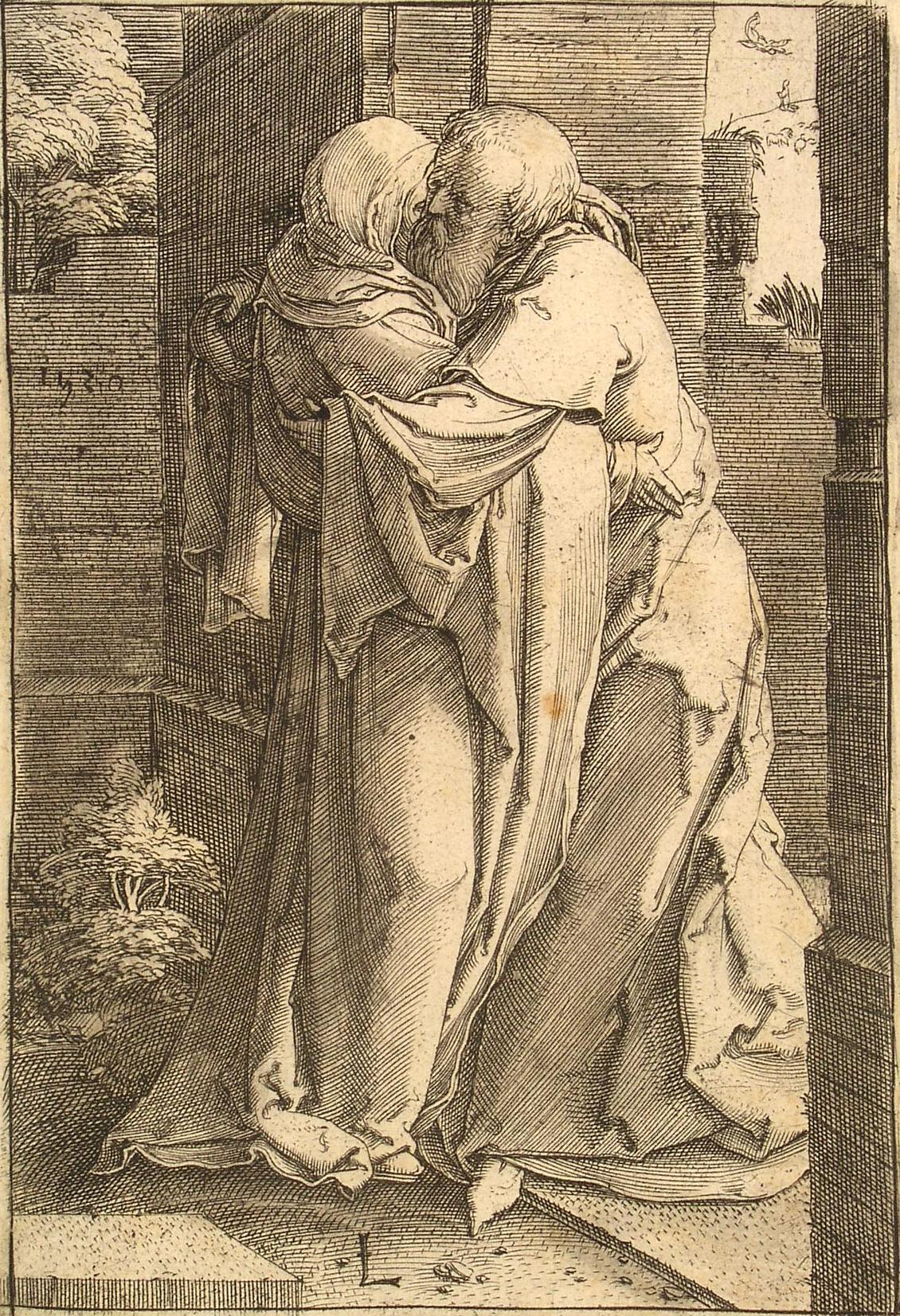
Lucas van Leyden, 1520.
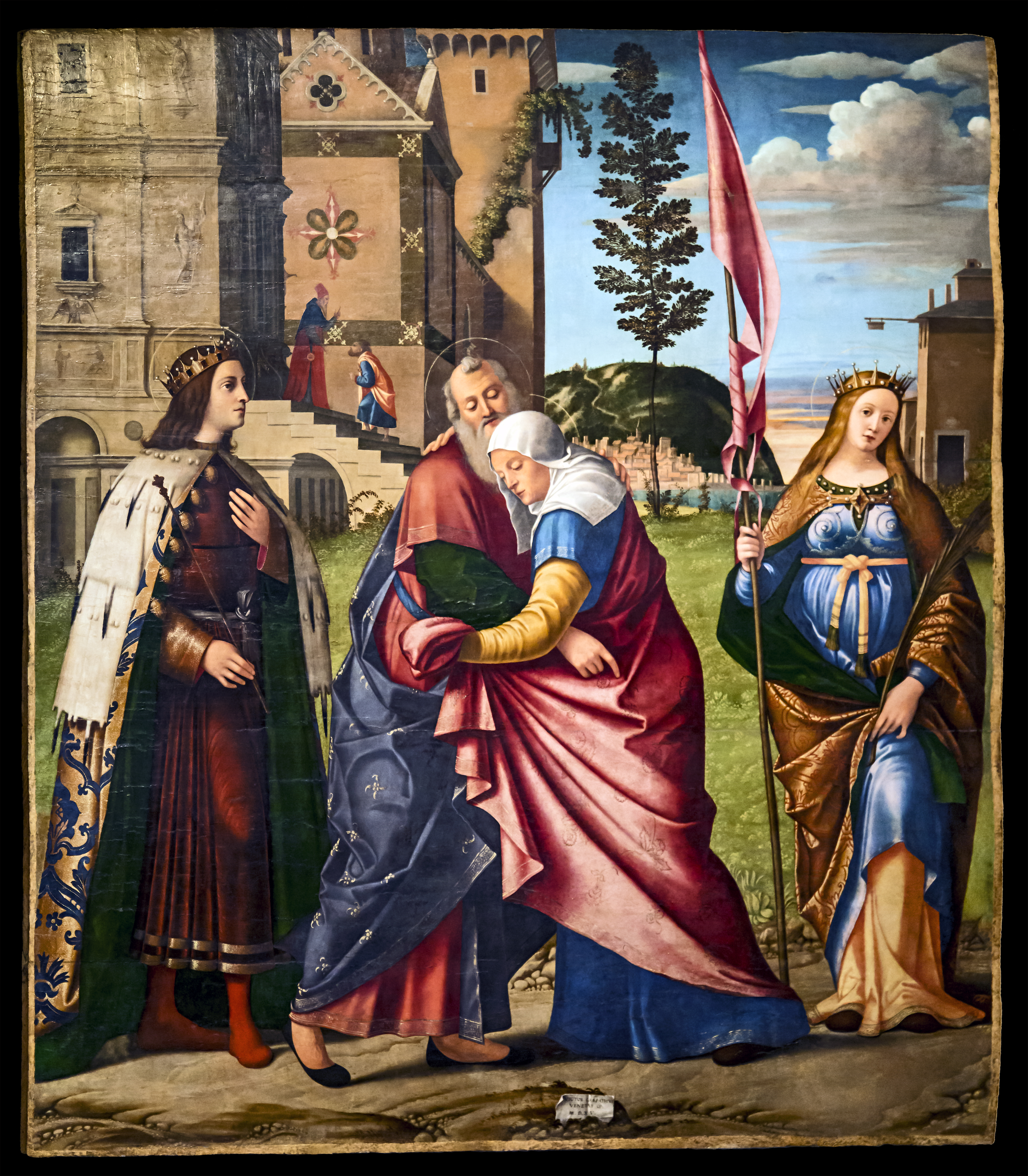
Vittore Carpaccio.
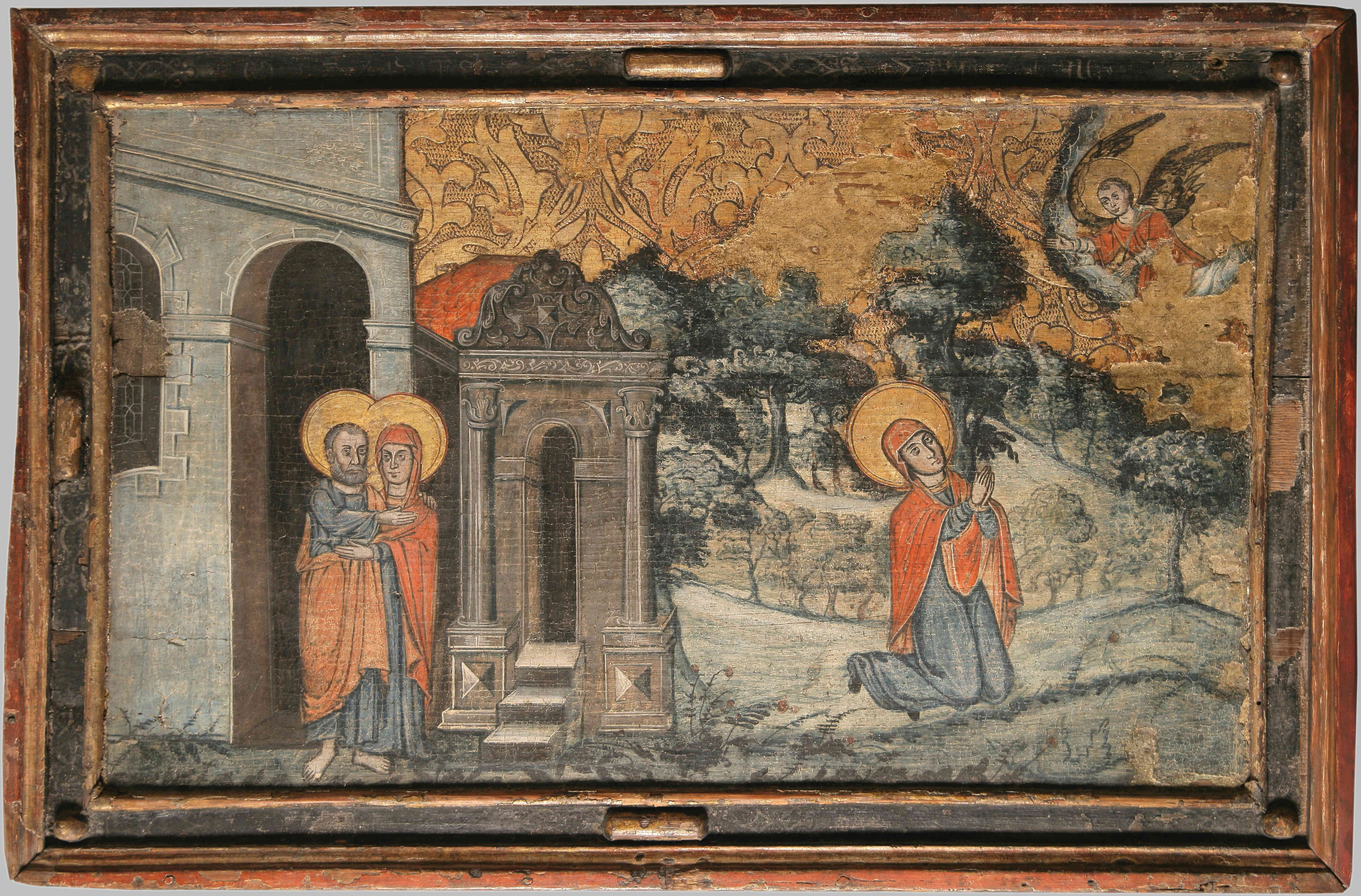
Icona bielorussa, 1648-1650.
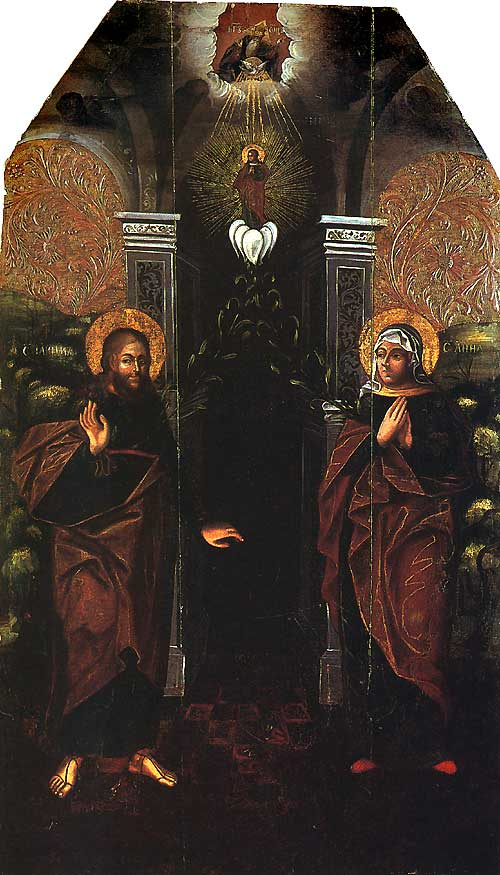
Icona bielorrussa, 1723-1728.